# Edouard Joseph Janselme
Édouard Joseph Janselme, dit le Père Mignon, né le 30 avril 1845 à Marseille et mort le 17 décembre 1909 à Mèze, est un entrepreneur et un industriel forain plus particulièrement connu pour avoir créé la marque de confiserie foraine « Berlingots Mignon ».
Également engagé politiquement au sein du mouvement libertaire, il profitait de son activité itinérante pour distribuer de nombreux journaux et textes militants sur les foires du sud de la France. Si l'histoire a surtout retenu Édouard Joseph, il convient également d'associer à ses différentes entreprises professionnelles et militantes, son épouse Joséphine Baptistine Mousson.

## Biographie
Edouard Joseph Janselme est né le 30 avril 1845 à Marseille et est mort le 17 décembre 1909 à Mèze dans l'Hérault. Il est le fils de Jacques, Joseph Janselme et de Thérèse Euphrosine, Élisabeth Cristol.
Il se marie le 24 mai 1866 avec Joséphine, Baptistine Mousson avec qui il aura 6 enfants : Claude Léon (1867), Sydonie Adolphine (1869), Antonius Socrate (1873), Julia, Cornélie (1875), Maximilien Edouard  (1879) et Rose Maximilienne (1882). Son épouse Joséphine meurt le 15 janvier 1898 à Sète, à l'âge de 49 ans. Ses obsèques auront lieu le lendemain avec un large public, dont les nombreux artisans forains présents.

### Jeunesse
Édouard Joseph Janselme est issu d'une famille d'ouvriers et d'artisans Marseillais. Sa mère exerçait le métier de repasseuse. Son père, ferblantier, décède le 22 août 1851 à l'âge de 33 ans. Édouard Joseph n'est alors âgé que de 6 ans.

### Entrepreneur et commerçant
Avant de connaître le succès comme industriel forain, Édouard Joseph Janselme et son épouse auront créé plusieurs entreprises, dans des secteurs aussi différents que le commerce de lingerie, le commerce de chaussures ou encore la fabrication d'allumettes qui au milieu du XIXe siècle est une jeune industrie  florissante où se côtoient petites entreprises familiales et grandes manufactures.
La guerre franco-allemande de 1870 et les mesures économiques qui suivront, visant à renflouer les caisses de l'état, donneront un coup d'arrêt  brutal à l’essor de cette nouvelle industrie et à l'entreprise d’Édouard Joseph. En 1874, à la suite de la création d'un monopole d'État sur la fabrication et le commerce d'allumettes (loi Goulard du 2 août 1872, mise en application le 12 octobre 1874), la fabrique d'allumettes d’Édouard Joseph Janselme sera mise en expropriation, comme environ 900 autres petites et grandes entreprises,.

#### L'aventure des confiseries «Berlingots Mignon»

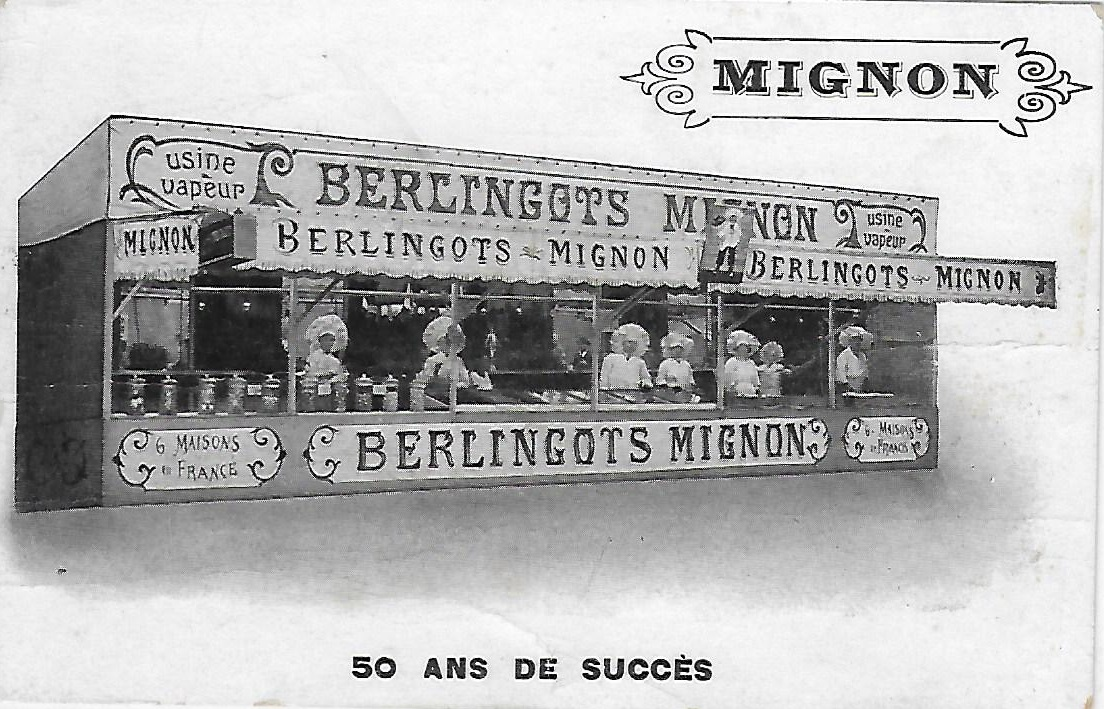
Carte postale ancienne Berlingots Mignon

Jacques Garnier, collectionneur et auteur connu de plusieurs livres sur le monde du cirque, relate en 1968 l'histoire de la marque « Berlingots Mignon » dans un livre qu'il consacre au monde forain. Il titre « Un petit palc donne naissance à de grandes confiseries : les berlingots Mignon ». Si le titre qu'il choisit, rend bien compte de l'ascension et de la renommée de la marque « Berlingots Mignon », la description qu'il fait de la genèse de cette histoire sera plus proche du roman historique que du livre d'histoire. Il décrit Edouard Joseph  en 1872, à la tête d'une fabrique « prospère », vivant « joyeusement, menant, une existence bourgeoise et luxueuse » et pouvant « rouler calèche sur la Canebière » ! Si l'existence d'une fabrique d'allumettes ne fait pas de doute, en 1872 Edouard a seulement 27 ans. Il est marié avec 2 jeunes enfants et se déclarait encore 3 ans plus tôt comme marchand de lingeries. Pourtant, cette version très romancée (qui se trompe aussi sur le prénom du principal protagoniste) sera régulièrement reprise au fil des ans.
En réalité, c'est seulement après s'être essayé, à différents métiers (fabrication et commerce de chaussures, transport hippomobile...)  qu'Édouard Joseph Janselme se lance dans la fabrication de berlingots et de nougats que sa femme Joséphine vend, installée sur un simple étal à Marseille. Son grand-père paternel, Jean Baptiste Joseph Janselme, boulanger, puis ouvrier raffineur de sucre, qu'il n'a pourtant pas connu, n'est sans doute pas étranger à cette nouvelle tentative de s'établir comme artisan confiseur.
L'affaire des époux Janselme prend progressivement de l'importance et de simple banquiste, il s'installe bientôt forain avec comme activité principale  la fabrication et la commercialisation de confiseries. Comme le rappelle Hugues Le Roux dans son ouvrage de 1889, illustré par Jules Garnier, « Les jeux du cirque et la vie foraine » : « ...il faut sur toute chose distinguer le forain du banquiste, et dans la banque, la grande banque et la petite. Le forain, c’est le marchand, le teneur de jeux. forain, le pétrisseur de guimauves qui, au milieu d’un cercle de marmots ébaubis, enroule les anneaux serpentins de sa pâte à une barre mobile, chargée de sonnettes ; forain, le marchand de beignets ; forain, le riche commissionnaire des fabriques de Reims et de Dijon qui colporte à travers le monde les bonnes marques de pain d’épice ... ».

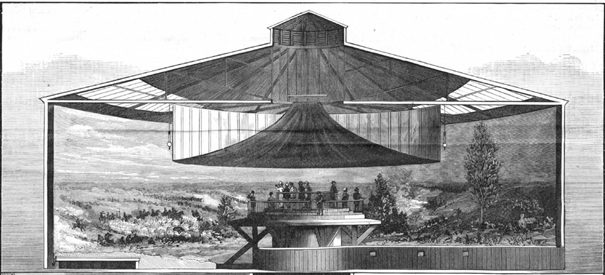
Vue de coupe de l'imposant cyclorama de Gettysblurg en 1886

Au fil des unions des  enfants des deux époux (ils en auront 6), les foires du sud de la France voient l'installation régulière de nouveaux établissements de confiserie « Berlingots Mignon ».
À l'aube du XXe siècle, l'entreprise familiale des époux Janselme jouit d'une grande notoriété sur les foires du sud de la France et tout particulièrement dans la région nîmoise où la famille s'est installée.
L'entreprise familiale installe aussi d'autres établissements forains, associés ou pas à la confiserie : loteries, musées, ... avec en particulier un Panorama ou Cyclorama: un dispositif scénique immersif, très populaire au XIXe siècle, qui plongeait les visiteurs au sein de reconstitutions de batailles célèbres, de paysages exotiques ou de villes antiques. Ces dispositifs composés de peintures circulaires avec des effets de lumière et de perspective étaient installés dans de vastes bâtiments permanents dédiés à ce spectacle, ou à l'intérieur de bâtiments plus modestes, démontables et itinérants dans le cas des forains.
C'est d'ailleurs comme « Directrice de panorama et de confiserie » que le journal l'industriel forain annonce le décès de Mme Janselme dite Mignon dans son édition de janvier 1898,,,,.
Plus tard, en 1906, Jeanne Mertel, épouse d'un des fils d’Édouard Joseph Janselme et Joséphine Mousson : Maximilien Janselme, déposera officiellement au greffe du tribunal de Montpellier la marque  de confiserie « Berlingots Mignon ». Les décennies qui suivront verront fleurir sur les différentes  foires de France de nombreuses boutiques de confiserie, aux enseignes « Berlingots Mignon », « Maison Mignon », « Confiserie Mignon », ... exploitées par les descendants d’Édouard Joseph Janselme et de Joséphine Baptistine Mousson.

Ancienne Confiserie Mignon

La marque de confiserie « Berlingots Mignon » et ses enseignes emblématiques, définitivement associées à l'univers de la fête foraine, seront largement évoquées par les journalistes, auteurs et autres conteurs pour décrire, souvent avec nostalgie, l'ambiance, les couleurs et les odeurs des fêtes foraines d'antan et ce quelle que soit l'époque.

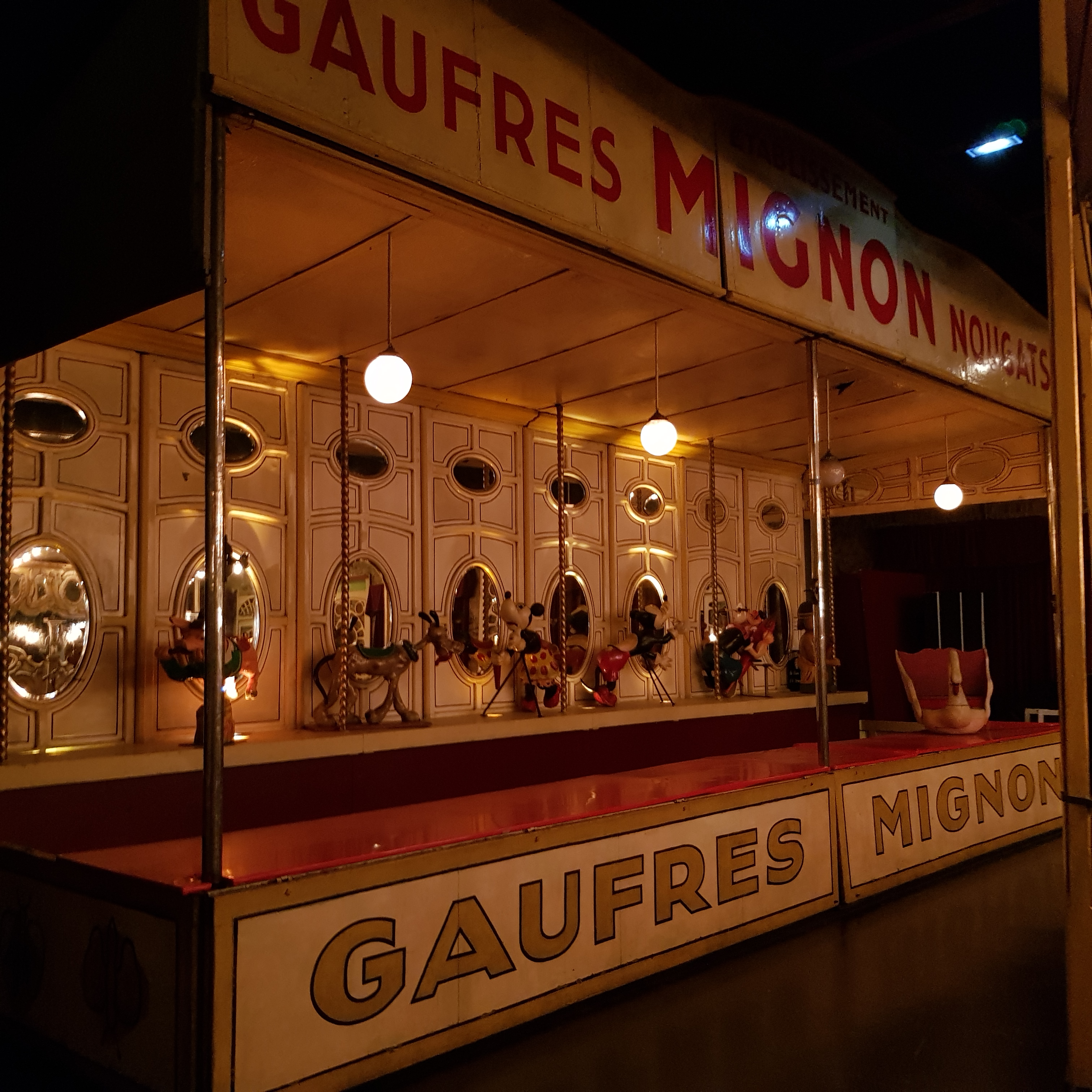
Ancienne confiserie Mignon - musée des arts forains

 « Je ne sais si la dynastie des Mignon exerce encore son activité savoureuse : que n’aurais-je donné pour savoir, comme les demoiselles Mignon aux bras blancs, nouer et dénouer les longues coulées de sucre à berlingots, pareilles à des écheveaux vermeils ! ».
« C'était le beau temps pour la foire, on s'y amusait à bon compte, s'en bourse délier même. On s'emplissait la bouche de berlingots Mignon gagnés au tourniquet ».
« Beaucoup ont encore le souvenir des berlingots Mignon  fabriqués sur place. Nous regardions cette merveilleuse pâte de sucre mixée à chaud, puis travaillée, roulée, allongée à la main, coupée aux ciseaux et vendue en gros berlingots fixés au bout d'un bâtonnet ou en longs « sucre d'orge ». La pâte était parfumée de couleur verte, rouge, blanche. Chacun de nous se délectait avec cette sucrerie encore chaude et tout alentour ce mélange de parfums était la caractéristique de cette foire foraine ».

« Il y avait l'immense camion blanc des berlingots Mignon dont tout un panneau était orné de glaces biseautées. Ces propriétaires étaient des amis ... Ils  m'offraient à leur tour des berlingots de toutes les couleurs, verts, jaunes, rouges, légèrement acidulés, vraiment délicieux, ou alors des  pralines : je les trouvais encore meilleures que les berlingots que  pourtant j’adorais. Et puis il y avait ces pommes toutes rouges, enrobées de sucre, dont  j'étais aussi tellement gourmand ! Je suçais le bâton à la fin, pour me  consoler d’avoir fini, mais ça ne valait tout de même pas les  berlingots, les pralines ni même la barbe à papa ».

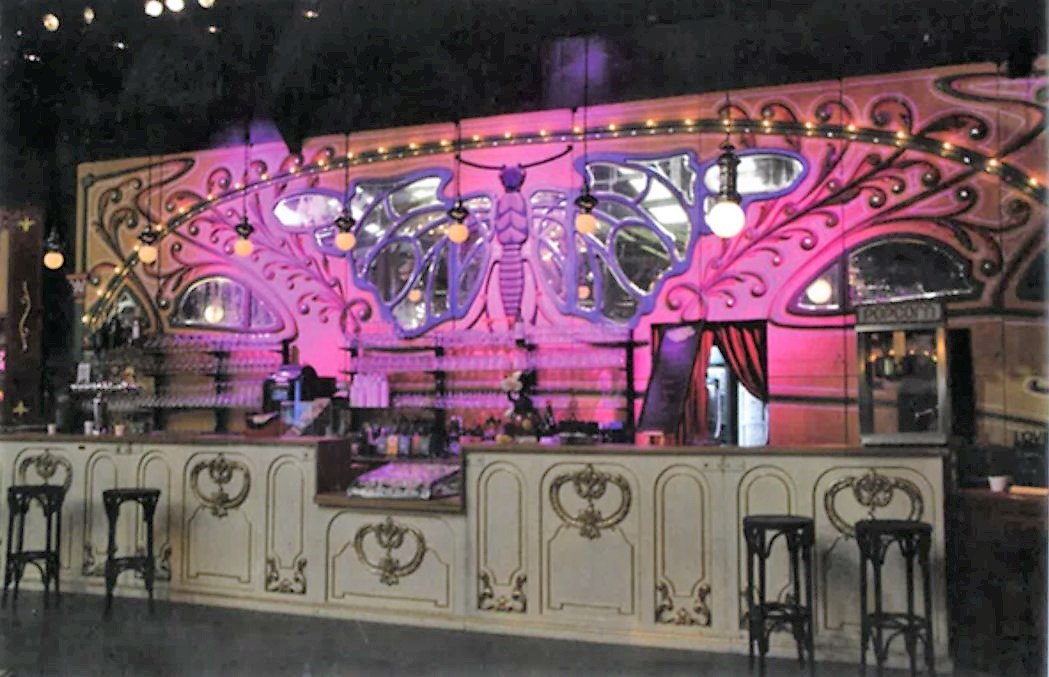
Bar - décor d'une ancienne confiserie Mignon - musée de la fête foraine

 « Ce nouvel ouvrage a le goût du plastique d’une gourde d’enfant dans le jardin public, l’odeur musclée du chlore de la piscine d’été, le collant d’un berlingot de la confiserie Mignon à la fête foraine ».
Édouard Janselme et son épouse Joséphine, à partir d'une modeste banque installée en pleine rue auront créé une entreprise familiale dont les  enseignes  « Mignon » rayonnent encore sur les fêtes foraines de l'hexagone, preuve de l'empreinte durable, laissée par ce couple d'entrepreneurs du XIXe siècle.
On peut également découvrir au musée des arts forains, quartier de Bercy, à Paris, un ancien stand de ventes de gaufres  et autres confiseries à l'enseigne « Mignon ». De même au musée de la fête foraine, près de Lille, le bar est composé des décors d'une ancienne confiserie « Mignon », réalisés par le célèbre artiste belge d'art forain Devos.

#### Aux origines de la marque «Berlingots Mignon»

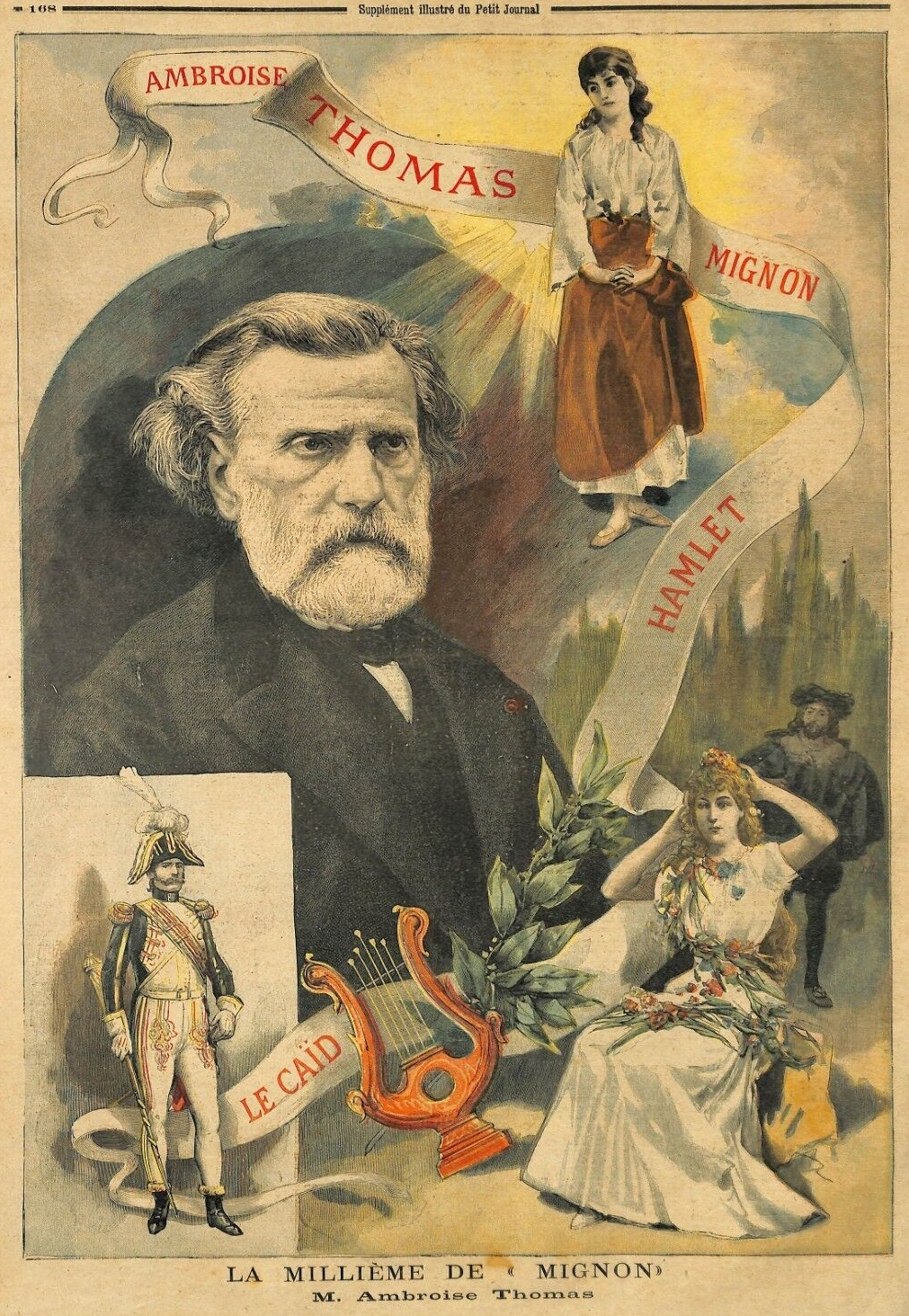
Mignon - « Supplément illustré du Petit Journal » - 1894

Un argument est quelquefois avancé pour expliquer le nom de la marque « Berlingots Mignon ». L'épouse d'Édouard Joseph Janselme, était mignonne, donc Édouard serait « Mignon » car il était le mari de la « Mignonne ».
« Un producteur d’allumettes ruiné ... se mit à fabriquer des berlingots vendus par sa femme sur un étal de fortune. Était-ce la beauté de la vendeuse, surnommée la Mignonne, ou le goût délicieux de ses sucreries qui firent le succès de la boutique ? La confiserie, devenue foraine, fut si appréciée que le mari de la Mignonne en déposa la marque sous le nom de Berlingot Mignon ».
Loin de cette idée, « Mignon » est très certainement une référence à l'opéra éponyme, créé en 1866 par Ambroise Thomas. Bien que tombé dans l'oubli, l'opéra Mignon, qui a comme personnage central, une très jeune bohémienne prénommée Mignon, eut un énorme succès pendant de très nombreuses années. En 1894, il devient le premier opéra à connaître mille représentations du vivant de son compositeur. À la fin du XIXe siècle, le personnage de Mignon  était une véritable icône populaire. Déjà en 1866, un auteur dramatique et également confiseur, Pierre-Paul-Désiré Siraudin commercialise des bonbons au nom de l'opéra : les bonbons « Mignon. Plus tard, ce fut aussi le cas  d'une eau de fleurs d'oranger, de confitures... Dans sa célèbre série de petites images publicitaires (chromos), l'entreprise Liebig utilisera aussi  les scènes de cet opéra pour mettre en valeur son « extrait de viande ». Entrepreneur avisé, Édouard Joseph Janselme aura, lui aussi, très certainement, voulu capter l'engouement durable du public pour cet opéra en créant la marque « Berlingots Mignon »,,.
Cette rencontre avec les arts du spectacle ne sera pas unique dans l'histoire de la marque. En 1894, le personnage du « Marchand de berlingots Mignon » sera introduit dans « Nîmes pittoresque », une revue en 3 actes et 5 tableaux  d'Abel Marcillac et Hippolyte Tartanac, qui sera donnée au théâtre d'été de Nîmes. Quelques années plus tard, en 1906, dans le cadre de la préparation de l'opéra Faust de Charles Gounod, la presse rapportera  que la « Maison Mignon » fournira au théâtre de Nîmes, un important stock de cornets de papiers multicolores pour simuler les fleurs du jardin de Marguerite. Dans les années 1930s, un des petits-fils d’Édouard Joseph Janselme, Socrate Joseph Trotobas mènera une double carrière de confiseur forain (surnommé « Berlingot » sur les champs de foire) et d'artiste de music-hall (avec comme nom de scène « Francis T) »,,,.

### Militant engagé
Si Édouard Joseph Janselme était entrepreneur, il était également très engagé politiquement au sein du mouvement libertaire et profitait de son activité foraine pour distribuer de nombreux journaux et textes de propagande sur toutes les foires du sud de la France.

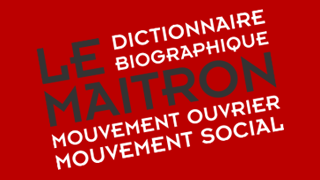
Dirigés par l'historien Jean Maitron et son successeur, l'historien Claude Pennetier, la collection « Le Maitron » constitue un ensemble de dictionnaires du mouvement ouvrier.

Il sera responsable du groupe anarchiste de Nîmes jusqu'en 1886. Cet engagement lui  vaudra son inscription par les autorités dans la liste des militants anarchistes, ainsi que plusieurs perquisitions. Il décidera de ralentir son activité militante, après le décès de son épouse, qui sera inhumée en janvier 1898, avec le drapeau de la Libre Pensée.
Lui et son épouse étaient aussi membres de l'union  syndicale des  industriels forains, l'organe de défense de la  profession foraine.
Le 16 septembre 1905, Edouard Joseph Janselme et une vingtaine d'industriels forains adressent un courrier au maire de Bordeaux pour l'alerter sur le risque que fait courir à l'industrie foraine, l'installation à Bordeaux du Wild West Show,  du colonel William Frederick Cody dit « Buffalo Bill », avant la tenue des traditionnelles fêtes foraines. Cet imposant spectacle, alors en tournée à travers toute la France, draine des foules immenses et fait une rude concurrence aux fêtes foraines,.
A l'occasion de la révolte des vignerons, lors de la manifestation du 2 juin 1907, en soutien au mouvement des viticulteurs, il aurait placardé sur sa façade « Le raisin pour le vin, le sucre pour les berlingots ! »,.
Cette pensée politique libertaire se traduira aussi dans les prénoms donnés à plusieurs de leurs enfants et descendants, avec des « Socrate », ou encore « Marat », « Spartacus »  et « Liberté Chérie ».
Le dictionnaire des anarchistes (collection  « Le Maitron ») consacre une fiche bibliographique à l'activité militante d'Edouard Joseph Janselme.